# Pèir de Garròs

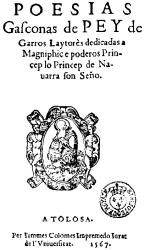
Portada del libro de Garròs, 1567.

Pèir de Garròs (Leitora, Gascuña, 1528-1581), escritor francés de origen occitano. Unido a la causa navarra, fue abogado general en la corte de Bearne. Compuso los Psaumes de David virats en ritme gascon (1565) y las Poësias gasconas (1567), en las que se encuentran los seis Cants eroïcs (poemas heroicos en gascón en los que los héroes de la antigüedad son puestos como ejemplo a Enrique IV) y ocho Eglògas, testimonio de la condición popular y de las miserias de la guerra. Defensor consciente y apasionado de su lengua, fue una figura esencial del Renacimiento gascón. He aquí una muestra de su poesía en gascón, en uno de sus cantos heroicos, en concreto, el protagonizado por Alejandro Magno:

Aqueth Rei poderós eisharruscle de guèrra,

Qui de son nom crenhut pleèc tota la tèrra,

Qui d'escadrons armats lo país barrejava:

Despuish qu'un còp peu miei d'eth e s'abarrejava:

E coma Boreàs los crums de l'aire caça,

Atau e rodejant sa grana coterassa,

Hasè sons enemics paurucs, e desperats,

Córrer com bèths tropèths d'anhèths caravirats,

Lissandre gran jo son : qui trobè tot possible,

Per çò que prince joen d'Aristòte ho disciple.
Pèir de Garròs, «Lissandre lo Gran», Cants eroïcs, 1565.

- Datos: Q1381471